# Hands to Myself
Hands to Myself – singel amerykańskiej piosenkarki Seleny Gomez, promujący jej drugi album Revival. Twórcami tekstu utworu są Justin Tranter, Julia Michaels oraz Mattman & Robin i Max Martin, którzy odpowiadają również za jego produkcję. Singel swoją premierę miał 26 stycznia 2016.

## Teledysk
Reżyserią teledysku zajął się Alek Keshishian, a poszczególne ujęcia były nagrywane w posiadłości na wzgórzach Hollywood. Aktorem wcielającym się w obiekt miłosny Gomez jest Christopher Mason. Selena zatrudniła Keshishiana będąc pod wrażeniem jego współpracy z Madonną w 1991 roku przy filmie dokumentalnym W łóżku z Madonną. Oficjalna premiera teledysku odbyła się 21 grudnia 2015 roku w serwisie Apple Music. 20 stycznia 2016 roku wideo ukazało się w serwisie Vevo.

## Lista utworów
- Digital download

1. „Hands to Myself” - 3:20

- Digital download (Remixes)

1. „Hands to Myself” (Betablock3r Remix) – 5:16
2. „Hands to Myself” (Fareoh Remix) – 3:01
3. „Hands to Myself” (KANDY Remix) – 3:18

## Certyfikaty
| Państwo                  | Status             | Sprzedane kopie |
| ------------------------ | ------------------ | --------------- |
| Australia (ARIA)         | 2× platynowa płyta | 140,000         |
| Dania (IFPI Denmark)     | złota płyta        | 30,000          |
| Kanada (Music Canada)    | platynowa płyta    | 80,000          |
| Nowa Zelandia (RMNZ)     | platynowa płyta    | 15,000          |
| Stany Zjednoczone (RIAA) | 2× platynowa płyta | 2,000,000       |
| Szwecja (GLF)            | 2× platynowa płyta | 80,000          |
| Wielka Brytania (BPI)    | złota płyta        | 400,000         |
| Włochy (FIMI)            | platynowa płyta    | 50,000          |

## Notowania
| Lista (2016)                        | Najwyższa pozycja |
| ----------------------------------- | ----------------- |
| Australia (ARIA Charts)             | 13                |
| Austria (Ö3 Austria Top 40)         | 37                |
| Belgia (Ultratop Flandria)          | 50                |
| Belgia (Ultratop Walonia)           | 46                |
| Czechy (Singles Digitál Top 100)    | 10                |
| Dania (Track Top-40)                | 22                |
| Francja (SNEP)                      | 118               |
| Kanada (Billboard Canadian Hot 100) | 5                 |
| Holandia (Dutch Top 40)             | 33                |
| Holandia (Single Top 100)           | 32                |
| Irlandia (IRMA)                     | 24                |
| Niemcy (Official German Charts)     | 52                |
| Norwegia (VG-lista)                 | 18                |
| Nowa Zelandia (NZ Top 40 Singles)   | 5                 |
| Południowa Afryka (EMA)             | 9                 |
| Portugalia (AFP)                    | 9                 |
| Słowacja (Singles Digitál Top 100)  | 8                 |
| Szwajcaria (Schweizer Hitparade)    | 40                |
| Szwecja (Sverigetopplistan)         | 20                |
| Włochy (FIMI)                       | 38                |
| Wielka Brytania (UK Singles Chart)  | 14                |
| Stany Zjednoczone (Hot 100)         | 7                 |